# Hauptstrasse 22
Die Hauptstrasse 22 ist eine Hauptstrasse in der Schweiz.
Diese Strasse verbindet Murten mit dem Oberaargau und ist eine Alternative zur Hauptstrasse 1, da sie sowohl an dieser beginnt und endet. Die Hauptstrasse 1 ist auf diesem Abschnitt 66 km lang und verläuft durch Bern, während die Hauptstrasse 22 eine Länge von 68 km aufweist und durch Solothurn verläuft.

## Geschichte
Diese Strecke war im Altertum Bestandteil einer römischen Heerstrasse zwischen den Städten Augusta Raurica und Aventicum und dem Legionslager Vindonissa. Im Mittelalter war sie Bestandteil der sogenannten Nordtransversale durch das Mittelland. Nach 1740 wurden die wichtigsten Strassen des Kantons Bern nach französischem Vorbild zu Chausseen ausgebaut, die so weit wie möglich über das Territorium des Kantons Bern verlaufen sollte. Da diese Strasse jedoch über Solothurn führte, wurde sie zugunsten der über Bern führenden Hauptstrasse 1 vernachlässigt.

## Verlauf
Die Strasse beginnt in Löwenberg/Galmiz in der Nähe von Murten im Kanton Freiburg an der Hauptstrasse 1 zwischen Ins und Mühleberg direkt bei der Autobahnausfahrt Murten der A1.
Die Strasse verläuft durch Kerzers, über Aarberg und Lyss. Die Aare wird in Aarberg überquert und dann in Büren an der Aare wieder erreicht. Die Strasse verläuft von Büren direkt der Aare entlang bis nach Solothurn, wo sie sich mit den Hauptstrassen 5 und 12 vereinigt. Bei Wiedlisbach in der Nähe der A1-Autobahnausfahrt Wangen an der Aare zweigt die Strasse wieder ab und überquert die Aare und die Autobahn, während die Strassen 5 und 12 weiter nach Oensingen und Olten führen. Über Wangen an der Aare wird Herzogenbuchsee erreicht, wo die Strasse wieder in die Hauptstrasse 1 mündet und endet.
Die Gesamtlänge dieser ganz überwiegend nicht-richtungsgetrennten Durchgangsstrasse beträgt rund 68 Kilometer.